# Ismail (bucătar fictiv)
Ismail este bucătarul-marinar, personaj fictiv al romanului Toate pînzele sus!, al scriitorului Radu Tudoran, respectiv personaj principal al serialui de televiziune al Televiziunii Naționale Române aproape omonim, Toate pînzele sus, adaptarea cinematografică a romanului.  
Actorul constănțean al Teatrului Fantasio, Jean Constantin, l-a interpretat pe Ismail.

## Episoade
Ismail apare în toate cele 12 episoade ale serialului de televiziune. Doar în episodul 8 este menționat numele său întreg: Nadir Ismail Geafer.